# Aphaenogaster schmidti
Aphaenogaster schmidti is een mierensoort uit de onderfamilie van de Myrmicinae. De wetenschappelijke naam van de soort is voor het eerst geldig gepubliceerd in 1912 door Karavaiev.